# Weather Report
Weather Report (с англ. — «Прогноз погоды») — интернациональный джаз-фьюжн ансамбль, образованный в Нью-Йорке в 1970 году и просуществовавший до 1986 года. Ядро коллектива составляли клавишник Джо Завинул и саксофонист Уэйн Шортер, басист и ударники менялись. Пик популярности ансамбля пришёлся на 1976–1982 гг., когда в его состав входил басист Джако Пасториус.

## Дискография
- Weather Report (1971) Billboard Jazz Albums #7 место
- I Sing the Body Electric (1972) Billboard 200 #147 место
- Live in Tokyo (1972)
- Sweetnighter (1973) Billboard 200 #85
- Mysterious Traveller (1974) Billboard 200 #46
- Tale Spinnin' (1975) Billboard 200 #31
- Black Market (1976) Billboard 200 #42
- Heavy Weather (1977) Billboard 200 #30
- Mr. Gone (1978) Billboard 200 #52
- 8:30 (1979) Billboard 200 #47
- Night Passage (1980) Billboard 200 #57
- Weather Report (1982) Billboard 200 #68
- Procession (1983) Billboard 200 #96
- Domino Theory (1984) Billboard 200 #136
- Sportin' Life (1985) Billboard 200 #191
- This Is This (1986) Billboard 200 #195
- Live and Unreleased (2002) Billboard Top Contemporary Jazz Albums #21
- Forecast: Tomorrow (2006) Billboard Top Contemporary Jazz Albums #18

## Состав ансамбля
1970—1971
- Джо Завинул — клавишные
- Уэйн Шортер — саксофон
- Мирослав Витоуш — контрабас
- Альфонс Музон — ударные
- Аирто Морейра — перкуссия

1971—1973
- Джо Завинул — клавишные
- Уэйн Шортер — саксофон
- Мирослав Витоуш — контрабас
- Эрик Граватт — ударные
- Дом Ум Ромао — перкуссия

1974
- Джо Завинул — клавишные
- Уэйн Шортер — саксофон
- Мирослав Витоуш — контрабас
- Скип Хэдден — ударные
- Дом Ум Ромао — перкуссия

1974
- Джо Завинул — клавишные
- Уэйн Шортер — саксофон
- Альфонсо Джонсон — контрабас
- Ишмаэл Уилбёрн — ударные
- Дом Ум Ромао — перкуссия

1975
- Джо Завинул — клавишные
- Уэйн Шортер — саксофон
- Альфонсо Джонсон — контрабас
- Леон «Ндугу» Ченслер — ударные
- Алиро Лима — перкуссия

1976
- Джо Завинул — клавишные
- Уэйн Шортер — саксофон
- Джако Пасториус — бас-гитара
- Майкл Уолден — ударные
- Дон Элиас — перкуссия
- Честер Томпсон — ударные
- Алекс Акунья — перкуссия

1977
- Джо Завинул — клавишные
- Уэйн Шортер — саксофон
- Джако Пасториус — бас-гитара
- Алекс Акунья — ударные

1978
- Джо Завинул — клавишные
- Уэйн Шортер — саксофон
- Джако Пасториус — бас-гитара
- Питер Эрскин — ударные
- Маноло Бадрена — перкуссия
- Эрих Завинул — перкуссия

1980—1982
- Джо Завинул — клавишные
- Уэйн Шортер — саксофон
- Джако Пасториус — бас-гитара
- Питер Эрскин — ударные
- Роберт Томас мл. — перкуссия

1983—1984
- Джо Завинул — клавишные
- Уэйн Шортер — саксофон
- Виктор Бейли — контрабас
- Омар Хаким — ударные
- Хосе Росси — перкуссия

1984—1985
- Джо Завинул — клавишные
- Уэйн Шортер — саксофон
- Виктор Бейли — контрабас
- Омар Хаким — ударные
- Мино Силену — перкуссия

1985—1986
- Джо Завинул — клавишные
- Уэйн Шортер — саксофон
- Виктор Бейли — контрабас
- Питер Эрскин — ударные
- Мино Силену — перкуссия